# Rodolfo Onetto
Rodolfo Onetto (Santiago de Chile, 1913 - Buenos Aires, abril de 1983) foi o primeiro ator chileno a incursionar extensamente no cinema, teatro e televisão argentino.

## Filmografia
- 1942: Árbol viejo
- 1944: La amarga verdad
- 1946: El tercer huésped como Carlos Cisneros
- 1947: Si mis campos hablaran como Daniel
- 1948: Hoy cumple años mamá
- 1949: Fascinación
- 1950: Juan Mondiola
- 1950: Piantadino
- 1952: Marido de ocasión
- 1953: Honrarás a tu madre
- 1954: Sábado del pecado
- 1955: El amor nunca muere como Francisco Caseres
- 1955: Los hampones como Rapo
- 1959: Angustia de un secreto como un fiscal
- 1961: La sed
- 1961: Rebelde con causa
- 1962: Bajo un mismo rostro como Comodoro Miguel Morales
- 1962: El televisor
- 1962: Una jaula no tiene secretos
- 1962: Los viciosos como Subcomisario Benítez
- 1963: Pesadilla como Ricardo Malbrán
- 1964: Extraña ternura como Oficial Bianchini
- 1964: Sombras en el cielo
- 1964: Los evadidos como un vecino
- 1965: La pérgola de la flores
- 1965: Los hipócritas como Cabo de policía
- 1965: Ritmo nuevo, vieja ola
- 1965: Santiago querido!
- 1965: Bicho raro
- 1969: Deliciosamente amoral
- 1971: El vendedor de ilusiones
- 1972: Había una vez un circo como Don Raúl
- 1972: Olga, la hija de aquella princesa rusa
- 1972: La bastarda o Basuras humanas como  el comisario
- 1973: ¡Quiero besarlo señor!
- 1973: Los padrinos
- 1973: Vení conmigo
- 1974: Yo tengo fe como El Griego
- 1975: Las procesadas  como o policía
- 1976: Los chicos crecen como Corradi
- 1977: Las locas
- 1977: Así es la vida como o Orador Cometa Halley
- 1978: La mamá de la novia
- 1979: Cantaniño cuenta un cuento
- 1979: Las locuras del profesor
- 1979: Los drogadictos como Capitão
- 1979: Vivir con alegría
- 1980: ¡Qué linda es mi familia!
- 1980: Frutilla como el moçoo do restaurante
- 1981: Ritmo, amor y primavera
- 1981: Sucedió en el fantástico Circo Tihany
- 1983: Los fierecillos se divierten

## Televisão
- Molinos de vento junto com Mercedes Carreiras, Enrique Kossi e Oscar Rovito.
- A casta Susana, com Beatriz Bonnet e Juan Carlos Thorry.[1]
- 1956: Teatro da noite / Teatro da segunda-feira.
- 1957: Histórias fantásticas de suspenso / Histórias de suspenso
- 1957: Comédias breves
- 1958: Os filhos do coração
- 1959: Teatro do sábado
- 1960: Contos para maiores
- 1960: A Casa do Teatro
- 1961: Ciclo de teatro argentino
- 1962: Amanhã pode ser verdade
- 1964: Teleteatro Lux, na obra Proibido e mais ainda
- 1966/1969: Teatro de Alfredo Alcón com Norma Aleandro e Francisco de Paula.
- 1968/1973: Sexta-feira de Pacheco
- 1969: Ciclo Myriam de Urquijo
- 1969: À Hora 22, com Miriam de Urquijo
- 1970/1971: Solidão, um destino sem amor, com a personagem de García.
- 1971: Narciso Ibáñez Menta apresenta.
- 1971: O anjo da morte
- 1972: Alta Comédia
- 1973: O pátio da Morocha, como Miguel
- 1974: Alberto Vilar, o indomable[2]

## Teatro
Fez parte de "A Companhia Dramática, poetas e anarquistas" onde se luziu em algumas obras em Chile.
Em 1960 fez seu uma Companhia Cómica junto com Silvia Oxman e Oscar Capacete.
Fez teatro com Luis Sandrini, Sandra Sandrini, Juan Alberto Mateyko e Mercedes Carreiras.
Algumas de suas obras mais destacadas foram:
- Os independentes junto a Golde Flami.[4]
- Manuel Rodríguez em 1941, exposto no Teatro Baquedano
- A pulga na orelha, com Noemí Laserre e Ricardo Lavié.
- A Máscara, de Armando Discépolo, com Roberto Durán, Mario Lozano, Nélida Quiroga e Marcela Sozinha.
- Mutilados! (1956), junto a Golde Flami, Luis Otero, José Mazzilli e Camilo Dá Passano.
- Meu marido é um perigo (1967), com a companhia espanhola de Pepita Martín e Manuel De Sabattini.
- O discípulo do Diabo em 1971

## Morte
Faleceu em 1983 num hospital portenho de Argentina, vítima de várias complicações do mau de Parkinson. Tinha 69 anos.